# Batalla de San Juan (1797)
La Batalla de San Juan (1797) se efectuó después de que España y Francia firmaran el tratado de San Ildefonso de 1796. Al convertirse España en enemiga de Gran Bretaña, los ingleses enviaron una flota al Caribe con la intención de invadir las islas de Trinidad y Puerto Rico, consiguiendo la rendición de la primera, pero siendo rechazados en la segunda.

## Antecedentes: La toma de Trinidad
El 16 de febrero de 1797 llegó a la isla de Trinidad  una escuadra británica de nueve navíos, tres fragatas, cinco corbetas y bergantines y varios buques de transporte. La mandaba el almirante Henry Harvey y transportaba 6750 soldados, 35 cañones y 11 morteros al mando del teniente general Ralph Abercromby.
El gobernador de la isla, José María Chacón y Sánchez de Soto, viendo que sólo contaba con 190 soldados, muchos de ellos enfermos y con poca munición, y que la población indígena y extranjera de la capital, Puerto España, se negaba a participar en la defensa de la ciudad por miedo a que resultaran dañados sus bienes, aceptó la capitulación honrosa que le ofrecía Abercromby, entregando la isla a los británicos. Vista la facilidad con que habían tomado la isla de Trinidad, la armada británica decidió probar suerte en Puerto Rico, y el 17 de abril de 1797 se presentaron ante la isla. En una carta del 4 de mayo el jefe de ingenieros español, Felipe Ramírez, afirma que eran sesenta velas pero el sacerdote Miguel Rodríguez Feliciano, en una carta del día 22, eleva la cifra a sesenta y cuatro. La escuadra se componía de un navío de tres puentes, dos de 70 cañones, y dos más de 50, una fragata de 40 y otra de 36, un bergantín de 16 y otro de 18, cuatro corbetas de 16, dieciocho goletas corsarias de entre 6 y 12 piezas, una urca grande y el resto eran buques menores de transporte.

## Desarrollo de las operaciones

### Los españoles preparan la defensa
La situación en Puerto Rico no era tan inestable como en Puerto España pero la guarnición de la isla había sido reducida porque gran parte de sus tropas habían sido enviadas a La Española a enfrentar la rebelión de Toussaint Louverture. El gobernador de la isla, Ramón de Castro y Gutiérrez, contaba con 70 oficiales de Estado Mayor, 200 milicianos, 973 soldados del regimiento de Infantería Fijo, 1600 de las milicias disciplinadas de infantería, 350 de la compañía urbana, 150 de la de negros y 686 de la Marina Real Española. En total, 4029 individuos a los que se sumaron 2442 reclutas del campo, la mayoría armados con machetes y lanzas, y 180 presidiarios empleados indistintamente en el servicio. Una fuerza de 6471 hombres. Incluían algunos cientos de mercenarios, la mayoría franceses, y apenas 300 veteranos. Contaban con una flota de 4 gánguiles, 2 pontones, 11 cañoneras, 7 lanchas de auxilio, 4 botes de auxilio, 1 falucho, 1 guairo y 18 piraguas. Su armamento era 22 cañones, 1 mortero, 4 pedreros, 11 esmeriles, 204 fusiles, 24 pistolas y 229 sables. Todo gracias a que consiguió que gran parte de súbditos y extranjeros allí residentes tomaran las armas para defender la ciudad. Además, se movilizaron las milicias disciplinadas de cada pueblo, que acudieron a defender San Juan, e incluso participaron algunos presidiarios. Se procedió a dotar a los castillos y a proteger los puentes y puntos estratégicos. El cónsul francés, el señor París, también ayudó a la defensa de la ciudad, destinando a 50 compatriotas la defensa del castillo de San Gerónimo y a otros 10 les situó junto a los defensores españoles. En el puerto se montaron dos cañones en dos pontones y se armaron 12 lanchas cañoneras al mando del capitán de fragata Francisco de Paula Castro. Además, dos barcos corsarios franceses ofrecieron sus servicios a la defensa del puerto.

### El sitio de San Juan
Los británicos desembarcaron en la playa de Cangrejos con 3000 hombres forzando la rendición del pueblo homónimo, y con 5000 hombres se aproximaron a la ciudad. Hostigados por la artillería de la plaza y por las guerrillas de los milicianos, los británicos consiguieron instalar dos baterías de cañones y una de morteros. Al igual que hizo en Puerto España, Abercromby envió un parlamentario ofreciendo una rendición honrosa, y, al recibir respuesta negativa, abrió fuego artillero contra San Juan, al mismo tiempo que un navío y las fragatas bombardeaban los castillos. El fuego de los castillos y los ataques de las lanchas cañoneras obligaron a los barcos a retirarse, mientras que las tropas de tierra británicas también eran rechazadas al intentar tomar el puente de San Antonio.
La escasez de tropas regulares impidió a los españoles el contraataque, y la situación se estancó durante 12 días, en los que los británicos estuvieron sometidos al continuo hostigamiento de las guerrillas de las milicias.

### Desenlace final: Contraataque español y retirada británica
La noche del 29 de abril, los españoles atacaron frontalmente las posiciones británicas con 800 milicias disciplinadas de infantería y dos compañías de milicias disciplinadas de caballería. Abercromby decidió retirarse, embarcando precipitadamente, abandonando en la isla la artillería, municiones, víveres y algunas tropas dispersas. No hay datos certeros sobre el número de bajas británicas. Quedaron presos en la isla 4 oficiales y 286 soldados, 32 de ellos de origen alemán, criados en las colonias americanas del Reino Unido. Por parte española hubo 42 muertos, 156 heridos y 2 desaparecidos.
Los británicos se reembarcaron el 2 de mayo, dejando el dominio español en la isla asegurado por cien años. Según Pedro Tomás de Córdoba, de haber habido dos mil veteranos defendiendo la isla, toda la división inglesa hubiera sido capturada.